# I. Alfonz asztúriai király
I. (Katolikus) Alfonz (spanyolul: Alfonso el Católico), (Duchy of Cantabria, 705 – Cangas de Onís, 757) Asztúria királya (739–757), a Kantábriai-házból származó első asztúriai uralkodó.

## Származása
Apja, Péter, Kantábria hercege volt; a dinasztia erről kapta a nevét. A hagyomány a király ősei között tartotta számon Leovigild és I. Rekkared vizigót királyokat, a Kantábriai-ház azonban gót eredete ellenére már spanyol dinasztia volt.
I. Alfonz a legendás Pelayo asztúriai király (718–737) és felesége, Gaudiosa leányát, Ermesindát vette feleségül. Pelayo utóda, Favila, akit vadászat során egy medve széttépett, fiúgyermeket nem hagyott maga után, így kétéves uralkodása után I. Alfonz lett Asztúria királya.

## Hadjáratai
I. Alfonz jelentős uralkodó volt, sikeresen harcolt a mórok ellen, kiterjesztette a kis keresztény királyság határait. Kihasználva a berber felkelést (740–742) bekebelezte Galiciát. Hadjárataival egészen a dél-asztúriai hegyekig eljutott, de mivel nem volt elég embere, nem tudta tartós ellenőrzése alá vonni az Asztúria és a muszlim területek közötti síkságot, amely ebben az időszakban csaknem néptelen volt. Vannak, akik őt tartják az Asztúriai Királyság tényleges megalapítójának.
742–743-ban kelet felé terjesztette ki a királyság határait, kisebb területeket hódítva el az araboktól a baszkok lakta területek általuk uralt délnyugati határvidékén (ami jelenleg Kasztília, La Rioja, Álava és Nyugat-Navarra határvidéke). Feldúlta és kifosztotta az Ebro és a Duero közötti földeket (lehet, hogy még a Zadorra partján elterülő Iruña-Veleiát is).

## Utódlása
Utóda, elsőszülött fia, a despotikus uralma miatt meggyilkolt I. (Kegyetlen) Fruela 757-től 768-ig uralkodott úgy, hogy 767-ben egy belviszályban személyesen ölte meg öccsét öccsét, Vímaranót. I. Alfonz lányának, Adosindának a férje, Silo 774-től 783-ig volt Asztúria királya, I. Alfonz házasságon kívül, feltehetően egy mór rabszolganőtől született fia, Mauregato pedig 783-tól 788-ig.